# Dolova
Dolova (szerbül Долово / Dolovo, románul Doloave, németül Dolowa) település Szerbiában, a Vajdaságban, a Dél-bánsági körzetben, Pancsova községben.

## Népesség
1910-ben  6890 lakosából 33 fő magyar, 124 fő német, 1 fő szlovák, 1940 fő román, 3 fő horvát, 4776 fő szerb, 33 fő egyéb anyanyelvű volt. Ebből 106 fő római katolikus, 7 fő református, 40 fő ág. hitv. evangélikus, 6753 fő görögkeleti ortodox, 1 fő unitárius, 3 fő izraelita vallású volt. A lakosok közül 3687 fő tudott írni és olvasni, 585 lakos tudott magyarul.

## Jegyzetek

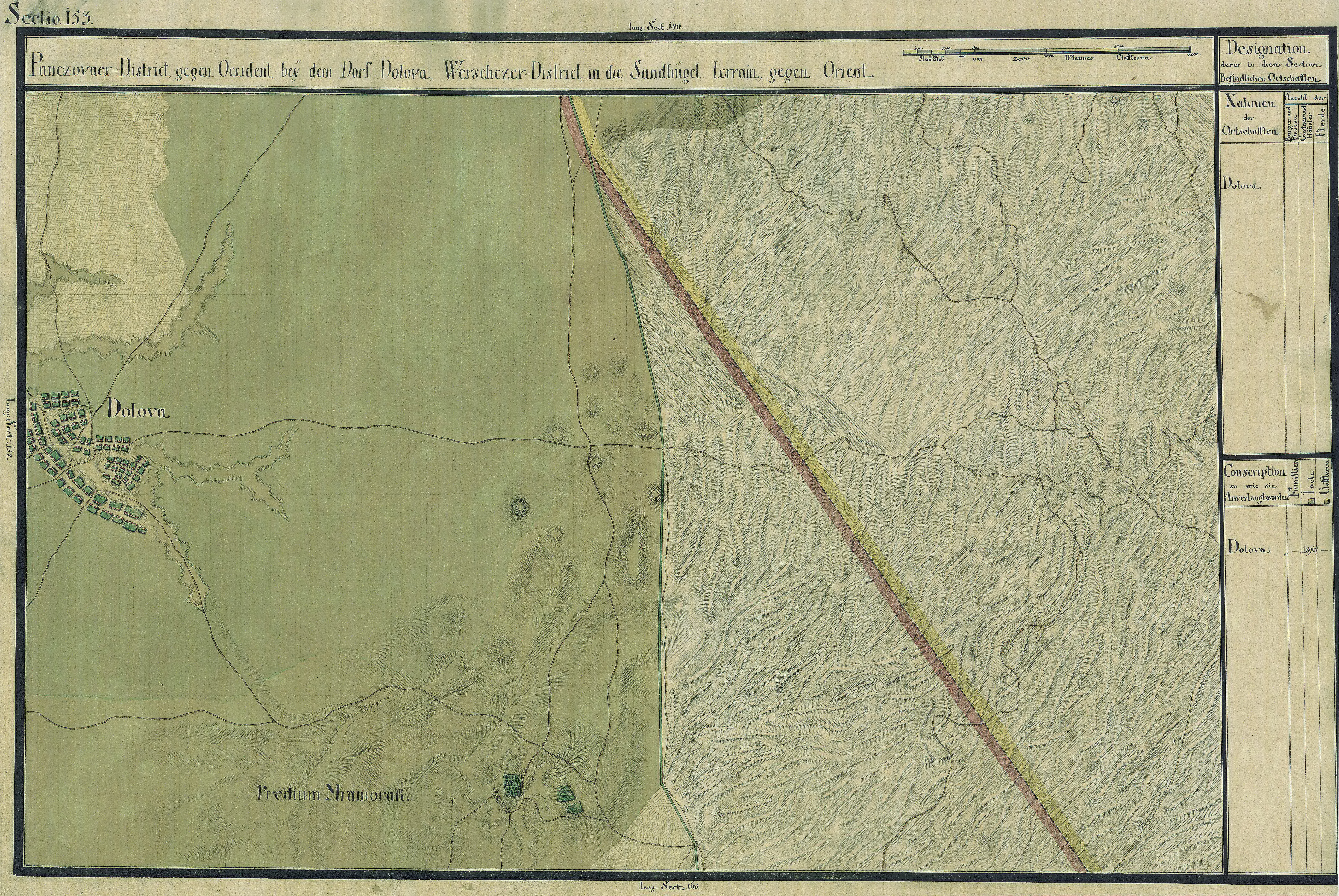
Dolova egy régi térképen

### Demográfiai változások
| 1948 | 1953 | 1961 | 1971 | 1981 | 1991 | 2002 | 2011 |
| ---- | ---- | ---- | ---- | ---- | ---- | ---- | ---- |
| 5983 | 6273 | 6766 | 6582 | 6836 | 6790 | 6835 | 6146 |